# Polynesische Badmintonmeisterschaft
Bei den Polynesischen Badmintonmeisterschaften werden die Titelträger von Französisch-Polynesien in den fünf Einzeldisziplinen im Badminton ermittelt. Französisch-Polynesien ist mit einem eigenen Verband, der Tahitian Badminton Federation, in der Badminton World Federation vertreten. Durch die politische Zugehörigkeit zu Frankreich hat Badminton in diesem Überseegebiet bereits eine längere Tradition. Die Titelkämpfe werden oft getrennt nach Einzeln und Doppeln ausgetragen, dafür nehmen aber von Nachwuchs bis Veteranen alle Altersklassen separat gewertet an einer Veranstaltung teil. Zusätzlich werden pro Altersklasse die Starter noch in unterschiedliche Leistungsklassen eingeteilt. In der untenstehenden Tabelle werden als Meister die Erstplatzierten der höchsten besetzten Leistungsklasse aufgeführt.

## Die Titelträger
| Saison | Herreneinzel      | Dameneinzel     | Herrendoppel                           | Damendoppel                      | Mixed                          |
| ------ | ----------------- | --------------- | -------------------------------------- | -------------------------------- | ------------------------------ |
| 2012   | Sébastien Bedrune | Anais Anton     | Léo Cucuel Rauhiri Goguenheim          | Tehani Giau Anna Wolher          | Antoine Beaubois Anais Anton   |
| 2013   | Rémi Rossi        | Nina Saucet     | Léo Cucuel Rauhiri Goguenheim          | Ingrid Ateni Tehani Giau         | Rémi Rossi Anais Anton         |
| 2016   | Sébastien Sanchez | Chloé Segrestan | Léo Cucuel Rauhiri Goguenheim          | Romane Coclet Hortensia Manzanal | Léo Cucuel Aurélie Bouttin     |
| 2022   | keine Daten       | keine Daten     | Antoine Beaubois Ellian Mary-Demarchel | Maeva Gaillard Jenica Lesourd    | Antoine Beaubois Mara Hinahere |
| 2023   | Rémy Goubin       | Esther Tau      | Glen Le Foll Ellian Mary-Demarchel     | Ingrid Ateni Hortensia Manzanal  | Nicolas Mouret Esther Tau      |
| 2024   | Rémi Rossi        | Myriam Siao     | Rauhiri Goguenheim Rémi Rossi          | Esther Tau Myriam Siao           | Heiva Yvonet May Gaymann       |